# Улица Подбельского (Владимир)
Улица Подбельского — улица в исторической части города Владимир. Проходит от Комсомольской улицы до улицы Столетовых, за которой переходит в улицу Герцена.

## История
Историческое название — Троицкая улица — по названию Троицкой церкви, расположенной на углу с Музейной улицей. В 1740 году прежняя деревянная церковь XVII века была заменена новой каменной.
16—17 октября 1917 года в д. 2 по улице проходил губернский съезд Советов
Современное название улицы с 1923 года в честь Подбельского (1887—1920), революционера, советского государственного и партийного деятеля, комиссара почты и телеграфа Москвы (с января 1918), наркома почт и телеграфов РСФСР (с весны 1918).

## Достопримечательности

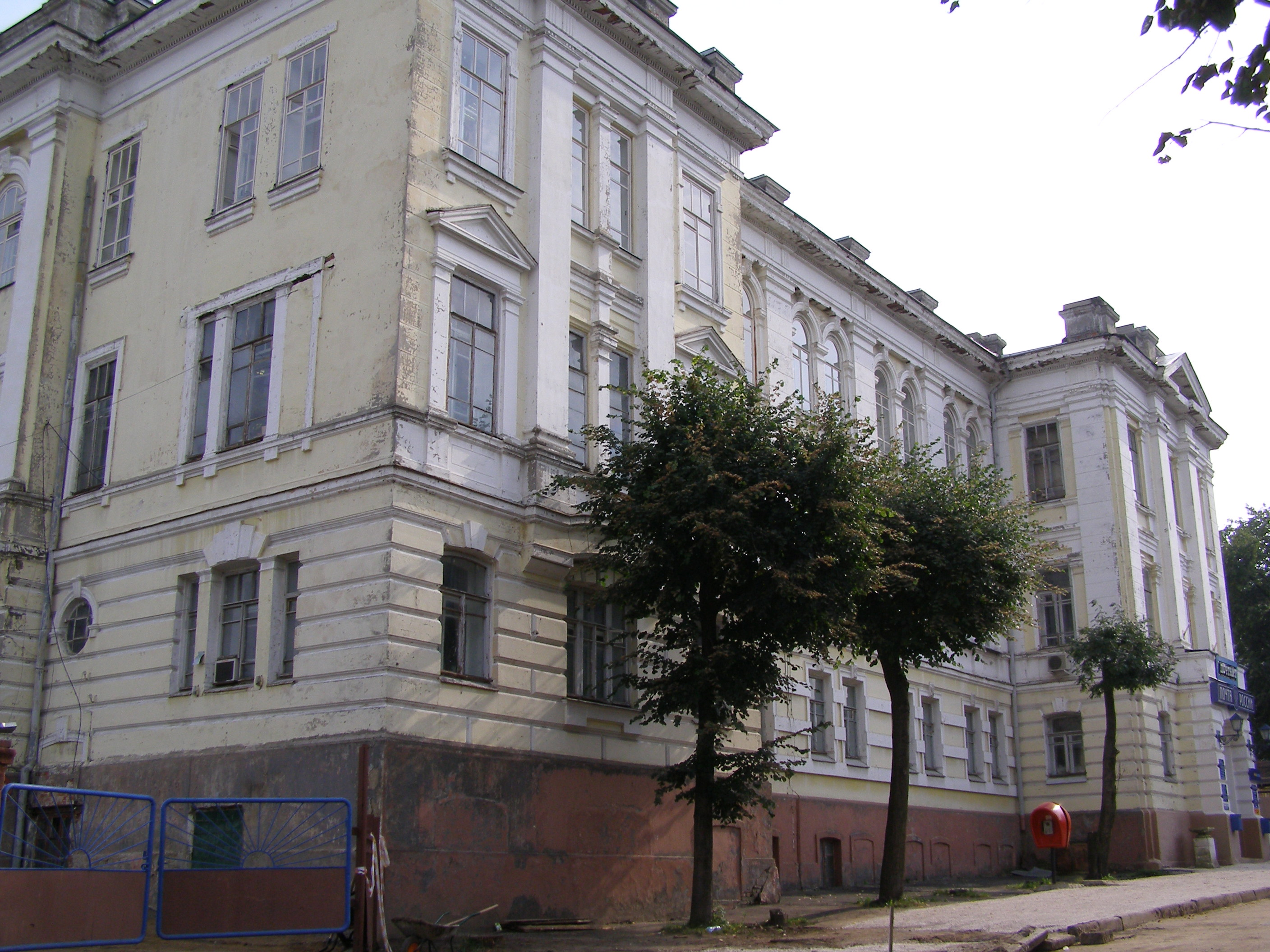
Почтамт

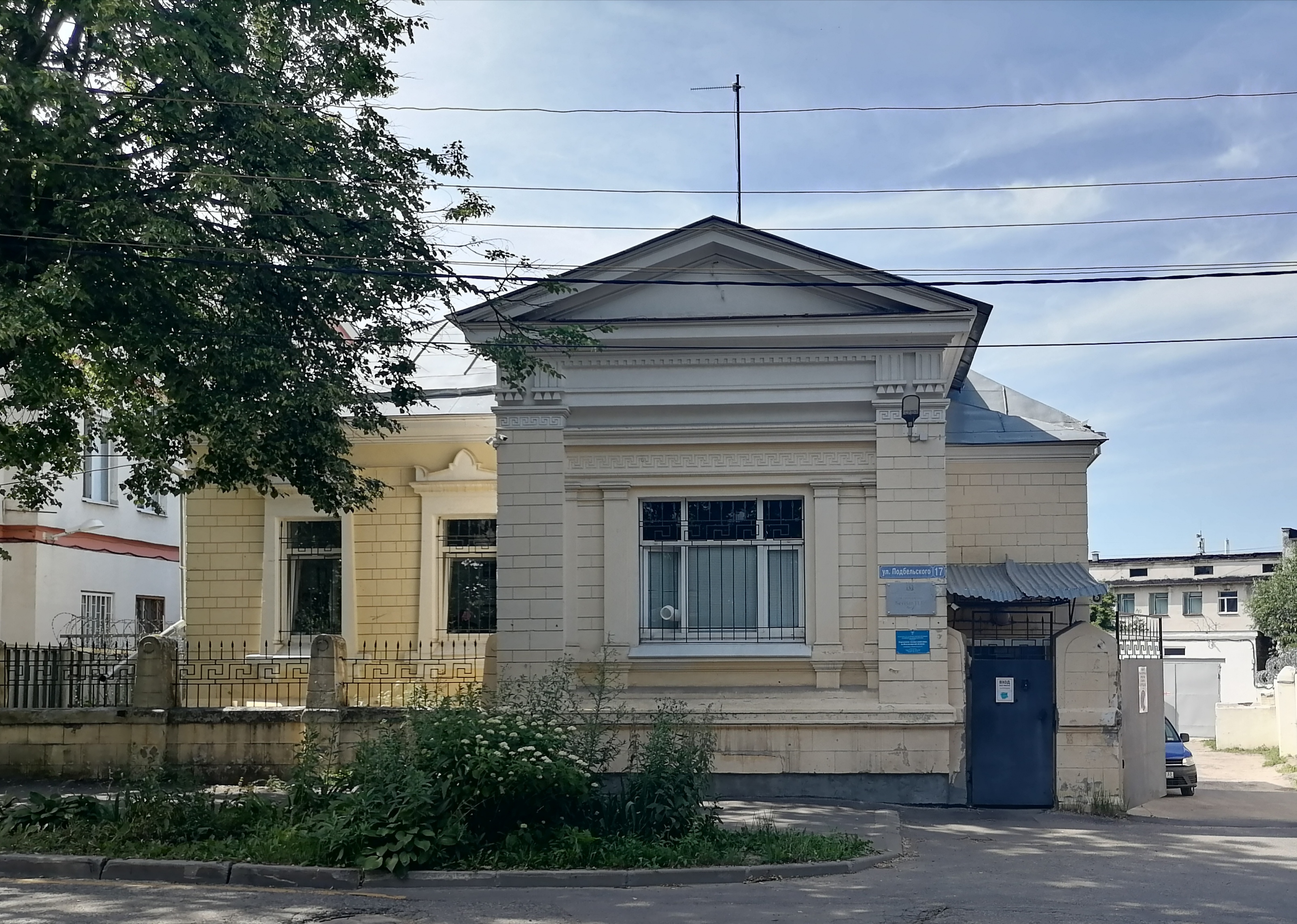
Дом архитектора П. Г. Бегена

д. 1 — бывший дом Черникова 
д. 2 — Владимирский главпочтамт (1914, архитектор Я. Г. Ревякин)
д. 17 — Дом архитектора П. Г. Бегена (1901)

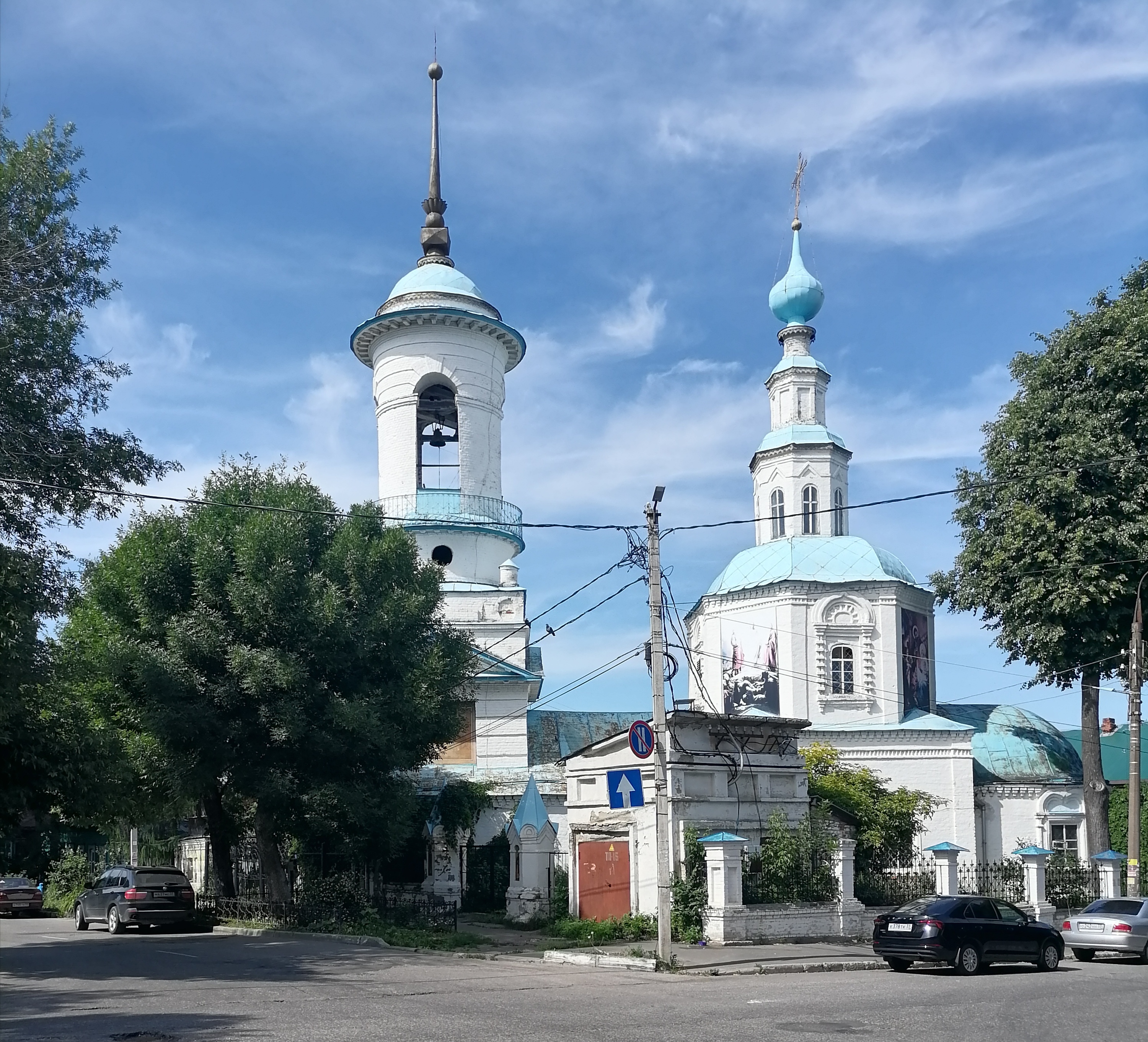
Церковь Живоначальной Троицы

## Известные жители
д. 1 — Сергей Фёдорович Рыскин (1860—1895), поэт
д. 9 — В. Н. Шаганов (1860—1895), русский революционер
д. 17 — П. Г. Бегена (1863—1917), губернский архитектор Владимирской губернии (1906—1908).
Я. Г. Ревякин, архитектор